# Geeltipje
Het geeltipje (Nomada sheppardana) is een vliesvleugelig insect uit de familie bijen en hommels (Apidae). De wetenschappelijke naam van de soort is voor het eerst geldig gepubliceerd in 1802 door Kirby.

## Beschrijving
De soort is 74 tot 7 millimeter groot en is gekenmerkt door gele uiteinden van de voelsprieten. 

## Leven
Het is een parasitaire bij die hun eintjes leggen in het nest van een andere solitaire bij, de groefbij. De larve van het geeltipje heeft het eitje van de groefbij als voedingsbron